# Codex Angelicus

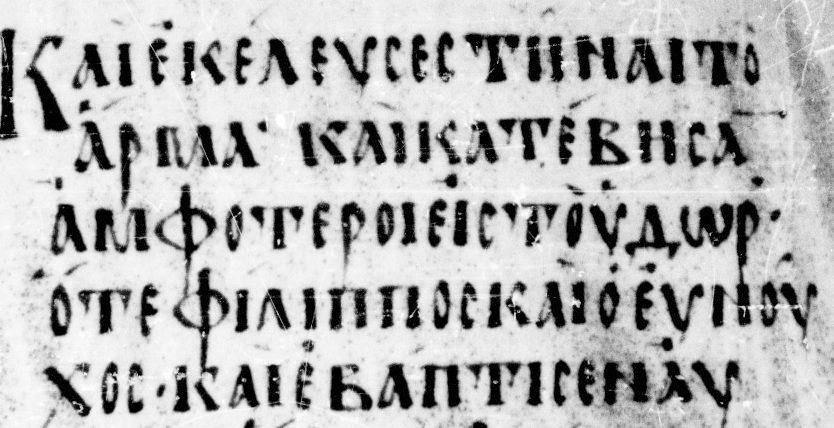
Imagen fragmento (Codex Angelicus)

El Codex Angelicus (Roma, Biblioteca Angelica (39); Gregory-Aland no. Lap o 020) es un manuscrito uncial del siglo IX. El códice contiene los Hechos de los Apóstoles y Epístolas paulinas con lagunas.
El códice consiste de un total de 189 folios de 27 x 21.5 cm. El texto está escrito en una dos columnas por página, con entre 26 líneas por columna.
El texto griego de este códice es una representación del tipo textual bizantino. Kurt Aland lo ubicó en la Categoría V.